# Yvan Leyvraz
Yvan Leyvraz (* 1954 in Saint-Cergue, Schweiz; † 28. Juli 1986 in Zompopera, Nicaragua) war ein Schweizer Mitarbeiter des Schweizerischen Arbeiterhilfswerks (SAH, heute Solidar Suisse) und Teil der internationalen Solidaritätsbrigaden in Nicaragua nach dem Gewinn der Präsidentschaftswahlen durch Daniel Ortega und die Sandinisten und des darauf folgenden Contra-Kriegs.

## Einsatz in Nicaragua
Leyvraz kam Anfang 1983 als Gesandter des SAH nach Nicaragua und schloss sich dort zuerst den Arbeiterbrigaden an. Im Sommer 1983 leitete er die erste schweizerische Arbeiterbrigade beim Aufbau einer Brücke im Departamento Matagalpa.
Ab 1984 übernahm er für das Schweizerische Arbeiterhilfswerk die Verantwortung über eine schweizerisch-nicaraguanische Bauarbeiterbrigade. Er leitete dabei den Aufbau von mehreren Kooperativen, in die Bauern aus Kriegsgebieten umgesiedelt wurden. Eines der ersten Projekte der Brigade war die Kooperative von Yale, die am 31. Mai 1986 von den von den USA unterstützten Contras angegriffen wurde. Ab April 1985 leitete er den Aufbau mehrerer Häuser in der Region von Wiwilí, ab März 1986 um El Cuá-Bocay im Departement Jinotega. Im Mai 1986 wurden dabei bereits drei nicaraguanische Techniker aus seiner Truppe von den Contras ermordet.
Am Morgen des 28. Juli 1986 fuhr Leyvraz als Fahrer von einem von zwei Pick-ups von Wiwilí her ab. Bei La Zompopera (einer Gegend am Oberlauf des Río Coco zwischen Wiwilí und der Stadt Jinotega) gerieten sie dabei in einen Hinterhalt der Contras, wobei der Truck von Leyvraz von einer Reaktiven Panzerbüchse getroffen wurde, was ihm und seinen vier Begleitern keine Überlebenschance liess. Er war nach Maurice Demierre, der im Februar 1986 ermordet worden war, der zweite ermordete Schweizer der internationalen Solidaritätsbewegung.

## Reaktionen
Das Schweizer Aussenministerium bedauerte zwar den Tod des Schweizers, verzichtete aber auf einen Protest gegenüber den USA. Ein Staatssekretär sagte stattdessen sogar, dass er den Amerikanern habe zugestehen müssen, dass es sich bei den ermordeten Schweizern um «links ausgerichtete Leute» gehandelt habe.
Als politische Folge des Tods von Leyvraz und Demierre verbot die Schweiz in bestimmten Gebieten Nicaraguas jeglichen Einsatz staatlich unterstützter Hilfsprojekte – was auch eine Schweizer Hilfsgruppe betraf.

## Varia
Der Berner Chansonnier Michel Bühler hat Leyvraz 2007 mit Chanson pour Yvan Leyvraz auf dem Album Jusqu’à Quand? ein Lied gewidmet.

## Medien

### Bücher
- Jacques Depallens: «Nicaragua 1986: L’aventure internationaliste de Maurice, Yvan, Joel et Berndt». CETIM, Genf 1996, ISBN 2-88053-023-7.

### Filme
- Olivia Heussler: Der Tod von Yvan Leyvraz (TV-Produktion, Nicaragua, 1986).
- Kristina Konrad: Unser America (Dokumentarfilm, Deutschland/Schweiz, 2006) – Der Film nimmt in einem Abschnitt Bezug auf Leyvraz.